# Estación Río Segundo
Río Segundo es una estación de ferrocarril ubicada en la ciudad homónima, provincia de Córdoba, Argentina.

## Servicios
La estación corresponde al Ferrocarril General Bartolomé Mitre de la red ferroviaria argentina.
Es una estación intermedia del servicio diésel que se presta entre las estaciones Villa María y Córdoba.
Desde octubre de 2014 la empresa estatal Trenes Argentinos Operaciones se hace cargo plenamente de este servicio.